# 히어로즈 (드라마)
《히어로즈(영어: Heroes)》는 미국 NBC에서 방영했던 드라마이다. 2006년 9월 25일 방영을 시작하여, 2007년 5월 21일 시즌 1이 종료되었다. 방영기간 중 2007년 3월 5일 18편까지 방영 후 4월 23일 19편이 방영되는 등의 휴방도 있었다. 2007년 9월 24일 시즌 2 방영을 시작하여, 2007년 12월 3일 시즌 2 가 종료되었다. 시즌 3는 2008년 9월 23일에 방영되어 2008년 12월 15일에 시즌 3의 절반이 방영되었고, 2009년 2월 2일에 나머지 절반을 방영하였다. 2009년 9월 21일 시즌 4가 시작되어 2010년 2월 8일에 방송종료하였다. 시즌 5를 제작하려 했으나 시청률 저조 등을 이유로 캔슬되었다가 종영 5년후인 2015년 9월 24일부터 2016년 1월 21일까지 시즌 5가 방송했다.

## 줄거리

### 시즌 1
고등학교 치어리더인 클레어 베넷은 평범한 학생이었으나, 절대 다치지 않는 몸을 가지게 된다. 또한 마약중독자인 화가 아이삭 멘데즈는 환각상태에서 미래에 발생할 일을 그린다. 일본의 야마가토산업에 평범한 샐러리맨인 히로 나카무라는 10월 2일의 도쿄에서 11월 8일의 뉴욕으로 시간여행을 하게 되고 그 곳에서 아이삭의 죽음과 뉴욕의 거대한 핵폭발을 목격하게 된다. 도쿄로 돌아온 그는 뉴욕의 핵폭발을 막기 위한 여행을 시작하게 된다.
호스피스 간호사인 피터 패트렐리는 자신이 하늘을 날 수 있는 꿈을 꾸게 되고, 자신에게 특별한 능력이 있음을 인지하게 된다. 그러던 중, 미래의 히로가 그를 찾아와 “치어리더를 구하고 세상을 구하라”는 사명을 알려준다. 그는 치어리더인 클레어를 구하던 중 소리없는 살인자 사일러와 격돌하게 된다.
치어리더가 구해졌으나, 미래의 모습은 변하지 않았다. 바로, 뉴욕의 거대한 핵폭발이 남은 것이다. 과연 뉴욕의 거대한 핵폭발은 누구의 계획인가? 왜 발생하는 것이며 누가 폭발하는 것인가?

### 시즌 2
시즌 2는 커비 프라자에서의 사건의 4개월 이후의 일을 다루고 있다. 2장인 발생(Generations)에서는 컴퍼니와 샨티 바이러스의 발생에 대한 것을 다루고 있다. 이 연구는 컴퍼니의 설립자에 의해 다양한 변종 바이러스를 통해 조사되고 연구되었다. "히어로즈"들은 최종적으로 변종 바이러스의 전 세계적 확산을 막으려는 시도를 보여준다.
시즌 2는 2장인 발생(Generations), 3장 이주(Exodus), 4장 악당(Villains) 이렇게 세 개의 장으로 구성되어 있었으나 2007-2008 미국 작가노조 파업으로 인해 나머지는 중단되었다. 작가노조 파업으로 인해 3장은 악당(Villains)으로 바뀌어 시즌 3로 넘어갔다.

### 시즌 3
시즌 3은 2008년 9월 22일에 방영했으며 지난 시즌에 대한 프리미어 파티가 방영되면서 시작되었다. 프리미어 파티에서는 출연자들에 대한 인터뷰와 각종 촬영 뒷이야기가 방영되었다. 3장의 도입부에서는 지난 시즌 마지막에 사일러가 잃어버린 능력을 되찾은 것의 뒷내용이 이어진다. 4장은 12개의 에피소드로 구성되며 2009년 9월 경에 방영했다.

### 시즌 4
시즌 4은 2009년 9월 21일에 방영했으며 결말에서 (volume 5; 5장 결말) 클레어가 사람들 앞에서 능력을 밝히는 것으로 끝난다. 전체 18개의 에피소드로 구성되었다.

### 시즌 5
시즌 5은 시즌 4 종영 5년후인 2015년 9월 24일에 방영했으며 6장은 5장 결말에서 클레어가 사람들 앞에서 능력을 밝히는 이후 내용으로 전개한다. 전체 13개의 에피소드로 구성되었다.

## 등장인물

### 시즌 1

#### 주요등장 인물
클레어 베넷(Claire Bennet) - 헤이든 패니티어
- 직업 : 고등학생, 치어리더
- 관계 : 생물학적 아버지 - 네이슨, 생물학적 어머니 - 메르디스 고든

《Save the Cheerleader, Save the World》에 등장하는 치어리더가 바로 클레어이다. 에피소드 초반부에 클레어는 자신의 능력을 발견해나가게 되는데, 그 능력은 바로 “무한 재생능력”이다. 높은 곳에서 떨어져도, 기차 화재사고현장을 활보하고 다녀도, 심지어 테드의 폭발속 에서도 그녀는 재생된다. 단, 미식축구팀의 쿼터백과의 데이트 중 발생한 사고로 인하여 뇌에 나뭇가지가 박혀버리면서 죽는다. 그러나 나중에 나뭇가지를 빼자 재생한다. 소리 없는 습격자 사일러가 노리는 대상(Homecoming에서 볼 수 있다)이기도 하며, 피터가 미래의 히로에게서 받은 Mission의 대상이기도 하다. 또한 그녀의 양아버지인 노아 베넷은 컴퍼니라는 조직에 속한 인물로서 그 선과악의 구분이 모호하지만, 클레어를 너무나 사랑한다. 2시즌과 3시즌에서 지대한 역할을 한다. 사건의 중심에 서있는 인물. 최근 클레어 역을 맡은 배우 헤이든 파네티어의 말에 따르면 클레어는 3시즌에서 악해진다고 한다.
노아 베넷 (Noah Bennet) - 잭 콜먼
- 직업 : 회사원
- 관계 : 딸 - 클레어, 파트너 - 클로드, 헤이션

“Horn Rimmed Glasses”(뿔테 안경)때문에 히어로즈 방영초반 “HRG”라고 알려졌고, 이후 베넷이라는 그의 성이 사일러에 의하여 밝혀졌다. 하지만, 시즌 마지막이 되어서야 알려진 그의 이름은 “노아”였다. 컴퍼니 소속의 현장 요원으로서 자신이 하고 있는 위험한 일을 가족들에게 알리지 않으려는 그의 노력은 헤이션이 수차례 걸쳐서 지운 부인 산드라의 모습에게 알 수 있다. 컴퍼니의 업무수행 중에 그는 컴퍼니가 클레어에게 손을 뻗으려 하자, 헤이션과 함께 컴퍼니의 능력자 추적시스템을 파괴하려고 시도한다.
아이작 멘데스(Isaac Mendez) - 산티아고 카브레라
- 직업 : 화가
- 관계 : 여자친구 - 시몬 드보

아이작은 화가로 뉴욕에 살고 있다. 마약을 통해 미래의 사건을 그림으로 남기는 예지능력을 가지고 있다. 또한 "9번째 기적"을 통해 히어로즈의 진행에 대한 암시를 해주기도 한다. 아이작은 예지능력을 원하는 사일러에 의해 참혹하게 살해당한다.
시몬 드보(Simone Deveaux) - 토니 사이프레스
- 직업 : 미술품 딜러
- 관계 : 아버지 - 찰스 드보(사망), 남자친구 - 아이삭(사망), 피터

피터가 호스피스 간호사로 간병중인 찰스 드보의 딸로서 드보빌딩의 실질적인 소유주라고 봐야하겠다. 남자친구인 아이삭이 자신의 마약에 취한 상태에서 그린 그림들이 현실화되고 있음을 밝힐 때 너무나 허무맹랑한 소리라고 믿지 않으려 한다. 피터와 함께 아이삭의 작업실로 돌아온 그녀는 헤로인에 의하여 쓰러진 아이삭을 발견하게 되고, 함께 온 피터는 아이삭이 그린 그의 비행그림을 발견한다. 아버지의 죽음, 남자친구의 마약중독으로 괴로워하던 시몬은 이타심이 강한 따뜻한 마음을 가진 피터와 순식간에 친해지고 둘은 연인관계로 발전한다. 하지만, 기쁨도 잠시 시몬은 “치어리더를 구하고 세상을 구하”려는 피터와 컴퍼니에 협력하는 아이삭의 갈등으로 사랑했던 사람의 총에 맞아 숨을 거두게 된다.
맷 파크먼(Matt Parkman) - 그레그 그런버그
- 직업 : 경찰
- 관계 : 아내 -제니스, 추적하는 인물 - 사일러, 보호대상 - 몰리

뉴욕 경찰소속으로 형사시험에 몇 차례나 누락된 굼뜬 모습의 맷. 그러나, 그에게 어느 날인가부터 상대방이 머리 속으로 생각하는 바가 들려온다. 그의 능력은 상대방의 생각을 읽는 “텔레파시”인 것이다. 그러한 능력으로 몰리워커의 아버지 살인사건에서 소리 없는 습격자 사일러의 존재여부를 읽어내며 FBI와 함께 일하게 된다. 자신을 납치하여 마크를 남겼던 베넷과 테드와 협력하며 컴퍼니 조직의 능력자 추적시스템인 “워커 시스템”을 파괴하기 위하여 뉴욕의 커비빌딩으로 향하게 된다.
니키/제시카 샌더스(Niki Sanders) - 앨리 라터
- 직업 : 가정주부, 웹 방송국 비디오자키
- 관계 : 남편 - D.L., 아들 - 마이카, 또 다른 나 - 제시카, 커넥션 - 린더만(사망)

히로의 친구 안도가 회사에서 접속하던 웹 방송국의 비디오 자키인 니키. 남편 DL이 무고하게 경찰에 잡히면서 그녀의 생활은 급속도로 변해버리게 되었다. 그러던 중, 린더만의 쉽고 빠른 대출의 늪에 걸리면서 그녀는 또 다른 자신이 지닌 무서운 능력을 알게 된다. 또 다른 그녀의 이름은 바로 제시카(Jessica)이다. 하나뿐인 아들 마이카를 끔찍이 사랑한다. 제시카는 엄청난 괴력과 냉혹한 인간성을 지니고 있으며, 돈을 위해서 린더만과 협력하기도 한다. (제시카는 그들의 아버지의 손에 죽었던 11살의 니키의 자매이기도 하다)
대니얼 로런스 "디엘" 호킨스 (Daniel Lawrence Hawkins) - 레너드 로버츠
- 직업 : 건축업 종사(일명 노가다)
- 관계 : 부인 - 니키, 아들 - 마이카

D.L.은 라스베가스에서 아내와 아들과 행복하게 살고 있었다. 린더만의 돈 2백만불을 훔쳤다는 혐의로 그가 감옥에 가게 되면서 단란했던 가정의 행복은 물거품처럼 날아가 버리게 되었다. 그는 탈옥을 결심하게 되면서 자신의 능력을 이해하게 된다. 바로 “물질통과”의 능력. 하지만, 돌아온 가정의 사랑스러운 여우 같은 아내 니키는 또 다른 자아인 사자 같은 제시카로 변하게 되어버렸고, 그는 제시카로부터 마이카를 보호하려고 한다.
피터 페트렐리 (Peter Petrelli) - 마일로 벤티밀리아
- 직업 : 호스피스 간호사
- 관계 : 형 - 네이슨, 엄마 - 안젤라, 연인 - 시몬(사망), 연적 - 아이삭(사망)

어느 날 꿈속에서 피터는 자신이 하늘을 날고 있는 꿈을 꾸게 된다. 그는 너무나 순진하여 그것이 정말 자신에게 나타난 능력으로 이해하고 선거전에 돌입한 그의 형 네이슨에게 시연을 해보인다. 그에겐 치어리더를 구하고 세상을 구할 힘이 있었던 것이다. 하지만, 하늘을 나는 그의 능력은 그가 가진 “모방 후 습득능력”으로 인한 것임이 밝혀진다. 주변에 있는 능력자들의 능력을 모방하여 각성한 이후 발취하는 것이다. 그 대표적인 예가 “투명인간 클로드”를 만난 이후 이루어지는 하드 트레이닝을 들 수 있다. 능력의 수가 너무 많아 혼란스러워하는 경우가 가끔 있다.
네이슨 페트렐리 (Nathan Petrelli) - 에이드리언 패스더
- 직업 : 정치인
- 관계 : 동생 - 피터, 부인 - 하이디, 예전 연인 - 메르디스 고든, 친딸 - 클레어

페트렐리 가문의 장자로서 뉴욕에 살고 있다. 최고의 위치에 오르고자 하는 욕망과 동생을 보호하려는 가족애 사이에서 혼란을 경험하게 되는 인물이다. 이러한 혼란을 보여주는 예시가 바로, 린더만 그룹과의 관계로서 정체를 정확하게 알 수 없는 린더만 그룹에서 정치자금을 공급 받으며 뉴욕 폭발의 과정에 휩쓸리게 된다. 그의 능력은 “비행”으로서 린더만 호텔에서 니키와의 부적절한 관계 이후에 베넷의 추적을 따돌리며 사막으로 날아가는 모습과 히로와의 첫만남에서의 “플라잉맨~”은 많은 이들이 재미나게 본 장면중의 하나 일 것이다. 1시즌 마지막에서, 폭발할 위기를 맞은 피터를 끌어안고 우주로 날아가 세상에 피해를 주지 않고 세상을 구한다.
히로 나카무라(Hiro Nakamura) - 마시 오카
- 직업 : 야마가토 산업의 회사원
- 관계 : 아버지 - 카이토, 친구 - 안도

전형적인 회사원이며 SF, 만화책을 좋아하는 히로. 그의 능력은 “시간정지와 시공간왜곡”이다. 지하철에서 그는 처음으로 뉴욕으로 시간과 공간을 넘어서 이동하게 되고 그곳에서 아이삭의 죽음과 뉴욕의 폭발을 목격하게 된다. 일본으로 돌아온 히로는 안도와 함께 가이드북인 “9TH WONDERS”만화책에 그려진 여정에 따라 미국으로 향하게 된다. 텍사스 미들렌드에 있는 Burnt Toast Diner 식당에서 만난 웨이트리스 찰리의 죽음에 6개월 이전으로 돌아가 그녀를 구하려는 노력을 시행하지만, 운명을 거스르지는 않는다. 시즌 2와 3(마지막화)에서 사일러의 눈앞에 나타나 사일러를 단칼에 찔러버리고 피터에게 달려가려는 순간 사일러가 그를 날려버리는 바람에 16세기 도쿄 외곽으로 이동한다. 여기서 2시즌이 시작된다. 매우 코믹하고 활기찬 캐릭터이며 "얏따!"하는 대사를 구경하는 재미도 쏠쏠하다.
모힌더 수레쉬 (Mohinder Suresh) - 센딜 라마머시
- 직업 : 교수 , 택시운전사
- 관계 : 아버지 -찬드라(사망)

인도 마드라스 Madras (지금의 첸나이 Chennai) 출신으로 아버지의 뒤를 이어서 유전학자가 되었다. 그러나, 찬드라 박사가 뉴욕에서 사망한 후 아버지 죽음에 얽힌 문제를 풀어 나가려 한다. 시즌 1 에피소드에서 모힌더가 하는 나레이션은 히어로즈 시즌 1의 내용을 짐작하게 하는 것으로서, 다음과 같다.
최근 들어 겉보기에는 공통점이 없어 보이는 여러 개개인 들이 "특별"하다고 밖에는 설명이 불가능한 능력을 드러내고 있습니다. 비록 지금은 스스로 깨닫고 있지 못하지만, 그 개개인은 세상을 구할 뿐만 아니라 영원히 변화 시킬 것입니다. 평범에서 비범으로의 변화는 하루 아침에 이루어지지 않습니다. 모든 이야기에는 그 시작이 있기 마련입니다. 그들의 대서사시의 첫장은 여기서 시작합니다.

찬드라 박사가 연구하던 능력자들에 대한 단서를 모힌더를 통해서 얻으려는 컴퍼니와 그 연결고리에 있던 이든과의 이별, 그리고 자신이 태어나기 직전에 죽어버린 누나 “샨티”에 대한 이야기까지 능력자가 아닌 인물 중 상당한 비중을 차지하고 있다.
마이카 샌더스 (Micah Sanders) - 노아 그레이 케이비
- 직업 : 초등학생
- 관계 : 엄마 - 니키 / 아빠 - DL

니키와 D.L 사이에서 태어난 아들인 마이카는 컴퓨터라고 대변될 수 있는 기계장치들과 대화를 하고 그들에게 요구를 하고 응답을 받을 수 있는 “기계제어”능력을 가지고 있다. 아빠의 수감 이후 어려워진 가정 형편으로 웹 비디오자키로 나선 니키를 이해할 수 있는 넓은 마음을 가졌지만 어느 순간 돌변해버리는 제시카의 존재를 알고 있다. ATM에서 현금을 자동인출 받기도 하고, 린더만의 계획에 의하여 네이슨의 선거 압승에 지대한 공로를 세우기도 하지만, 캔디스에 의해 커비빌딩에 감금된다.
사일러 (Sylar, Gabriel Gray) - 재커리 퀸토
- 직업 : 시계수리공
- 관계 : 발견 - 찬드라, 엄마 - 버지니아 그레이 (사망)

히어로즈 1시즌을 이끈 중요한 캐릭터. 시계수리공으로의 생활에 단조로움을 느낄 무렵 그를 찾아온 인도인이 있었다. 바로 모힌더의 아버지인 찬드라 박사. 찬드라 박사를 통하여 자신에게 슈퍼파워가 내재되어 있을지도 모른다는 확신을 가진 그는 사람의 뇌 속에서 능력을 발휘하는 코드를 발견하게 되고, 그가 가진 물체의 작동원리를 파악하는 능력을 기반으로 “Brian Davis”에게서 염력 습득을 시작으로 능력자들을 찾아서 그들의 뇌를 열어 버린다. 그를 쫓는 FBI의 추적을 피하던 그는 클레어의 능력을 확보하기 위하여 간 고등학교에서 피터의 저항으로 목적을 이루지 못하고 컴퍼니에 사로잡히게 된다. 탈출한 그가 데일과 진을 통해서 물질분해능력과 슈퍼청력을 얻고, 테드를 통해서 방사능폭발 능력을 취득하여 커비빌딩에서 피터와 최후의 결전을 가지게 된다. 그러나 여기에서 갑자기 날아온 히로에 의해 쓰러진다. 그러나 2시즌에서 다시 컴백한다.

#### 조연급 등장인물
카이토 나카무라(Kaito Nakamura - 조지 타케이)
- 직업 - 야마가토 산업의 CEO
- 관계 - 아들 - 히로 나카무라

《스타 트렉》시리즈의 술루(Hikaru Sulu)역을 맡았던 카이토는 《히어로즈》에서 엔터프라이즈호의 번호를 단 차량을 타고 히로 앞에 나선다. 강직한 일본 기업의 CEO로서 그는 아들이 밑바닥에서부터 기업을 이어받을 수 있는 교육을 받기를 희망한다. 그러나, 히로는 “세상을 구한다”는 고집을 꺾지 않고 결국, 운명적인 히로의 여정에 검술을 가르친다. 그는 능력자로 추정되지만 정확히 어떤 능력을 갖고 있는지는 밝혀지지 않았다.
안도 마사하시 (Ando Masahashi - 제임스 기선 리)
- 직업 - 야마가토 산업의 평범한 샐러리맨
- 관계 - 친구 - 히로 나카무라

한국이름(이기선)을 가진 한국계 배우. 히로의 절친한 친구로서 미래 여행을 마치고 돌아온 히로와 함께 뉴욕의 대폭발을 막기 위하여 함께 행동한다. 라스베가스에서 히로의 시간정지 포터로 엄청난 부를 이루기도 하고, 인터넷 비디오 자키인 니키를 만나기도 한다. 히로를 도와 모험을 하거나 히로에게 큰 힘이 되어주는 친구.나중에는 그에게도 <능력 증폭>이라는 힘이 있다는 사실이 밝혀진다.
몰리 워커 (Molly Walker - Adair Tishler)
- 직업 - 유치원생
- 관계 - 아빠 - 제임스 워커(사망), 보호자 - 맷, 모힌더

1X02 “Don't Look Back”에서 맷은 생각을 읽는 능력을 발휘하여 부기맨 “사일러”로부터 살아남은 유일한 생존자인 몰리를 구하게 된다. 그녀의 능력은 시즌 1의 마지막에 밝혀지는데 상대방을 생각하는 것만으로 위치를 찾아내는 인간 내비게이션이다. 그런 그녀를 맷과 모힌더는 보호하려 한다. 시즌 1의 마지막에 그녀가 말하는 또 다른 진정한 부기맨의 정체는 밝혀질 것인가?
앤절라 페트렐리 (Angela Petrelli - 크리스틴 로즈)
- 직업 - 가정주부
- 관계 - 아들 - 피터, 네이슨, 친분 - 린더만

피터와 네이슨의 엄마로서 그녀의 진정한 능력이 무엇인지 알려지지는 않았다. 다만, 아들의 성공을 위하여 열성적이고 헌신적인 모든 어머니의 모습처럼, 뉴욕을 폭발시켜 0.07%의 희생을 통하여 대업을 이루려는 상황은 소름 끼치기도 한다.
그녀의 능력은 예지몽이다. 시즌 1 초반에 피터 패트렐리가 하늘을 나는 능력을 자각하고 건물에서 뛰어내리는 장면을 꿈꾼것은 그녀의 능력을 얻었기 때문으로 추정된다.
캔디스 윌머 (Candice Willmer - 미시 페러그림)
- 직업 - 컴퍼니 소속 행동대원
- 관계 - 상관 - 톰슨

환각능력을 가진 그녀의 본명은 “Betty”이다. 학창시절 왕따의 설움을 당했던 그녀는 어느날 갑자기 인지하게 된 능력으로 자신을 괴롭혔던 친구들과 학교에 대하여 반항하게 된다. 그 과정에 절친한 친구를 잃어버린 후 컴퍼니로 들어가게 된다. 린다만의 계획에 따라 마이카를 인질로 감금하고 보호하는 그녀는 니키의 니킥에…
찬드라 수레시 (Chandra Suresh - 에릭 아바리)
- 직업 - 대학교수
- 관계 - 아들 - 모힌더

“Activating Evolution”의 저자로서 뉴욕에서 능력자들을 찾는 노력을 하던 중, 시계 수리공인 사일러에 의하여 살해당한다.모힌더 수레쉬박사의 아버지.
재니스 파크먼 (Janice Parkman - 리사 래키)
- 직업 - 가정교수
- 관계 - 남편 - 맷, 정부 - 맷 친구

남편의 친구와 눈이 맞아버린 한국판 “사랑과 전쟁”에 등장할 법한 부인이다. 맷이 상대방의 생각을 읽는 텔레파시로 그녀의 부정을 발견하게 되고, 맷은 그녀에게서 멀어진다.
하나 가이털먼 (Hana Gitelman - 스타나 캐틱)
- 직업 - 컴퍼니 요원
- 관계 - 상사-베넷, 조력자 - 맷, 테드

히어로즈 시즌 1의 가장 우울한 캐릭터라고 할 수 있다. 에피소드에 등장한 횟수는 손으로 꼽을 수 있을 정도이며, 히어로즈 팬들을 위한 그래픽노블 시리즈에 더 많이 등장하였다. 그녀의 능력은 전파소녀라는 닉네임답게 모든 무선통신을 다룰 수 있으며, 이를 활용한 각종 작전에서 혁혁한 성공을 거둔다. 그러나, 컴퍼니의 능력자 추적시스템 중 하나인 인공위성 폭파를 위해 떠난 그녀는 우주상공에서 분해되어버리고 만다. 과연 그녀는 네트워크안에서 계속 살아있는 존재가 된 것일까?
아이티인 (The Haitian - 지미 진 루이스)
- 직업 - 컴퍼니 요원
- 관계 - 상사 - 베넷

미스터 베넷의 Primatech 제지회사 종업원인 그의 능력은 능력자들의 능력을 발휘 하지 못하도록 하는 것과 기억을 지우는 것이다. 아이티인이라는 그의 이름으로 알려질만큼 그는 베일에 쌓인 존재이다. 베넷의 충실한 부하직원이지만 클레어의 기억을 지우라는 그의 명령을 어기는 것은 그가 얼마나 비밀스러운 인물인지를 설명하기도 한다.
이든 매케인 (Eden McCain - 노라 제헤트너)
- 직업 - 컴퍼니 요원
- 관계 - 상사 - 베넷, 협조 - 찬드라박사

사로잡은 사일러에게 자살명령을 내리기 전 사일러의 반격으로 위기를 맞는 캐릭터. 스스로 사일러에게 자신의 “설득”능력을 내주기 싫어서 자살을 함으로써 그녀는 더 이상 히어로즈 시리즈에 등장하지 않는다. 찬드라 박사의 연구를 돕고, 모힌더의 옆에서 그에게 협조하는 그녀의 존재가 컴퍼니의 요원이었음을 아는 순간 얼마나 당황했는지 모른다.
클로드 레인스 (Claude Rains - 크리스토퍼 에클스턴)
- 직업 - 부랑인
- 관계 - 파트너 - 베넷, 제자 - 피터

컴퍼니의 예전 멤버였으나, 어떤 연유에서 그들과 다른 길을 걷게 된 것인지 알려지지 않는 투명인간 클로드이다. 피터의 능력각성과장에 깊이 관여하여 본인은 그를 “요다클로드”라고 부르기도 한다. 클로드로 열연한 배우는 2005년 영국 BBC 드라마 닥터 후 시즌 1의 닥터이었다.
대니얼 린더먼 (Daniel Linderman - 맬컴 맥도월)
- 직업 - 린더먼 그룹의 CEO
- 관계 - 대출*관계 - 니키, 배후세력 - 안젤라, 네이슨

쉽고 빠른 린더먼 대출그룹의 CEO이며, 세계인구의 0.07% 희생을 통하여 새로운 세상을 만들려는 야심가이다. 그의 능력은 피터의 아버지와 함께 참전하였던 베트남 전쟁에서 드러났는데, 바로 “회복” OR “재생”으로서 네이슨의 아내를 걷도록 만들어 주었다.
샌드라 베넷 (Sandra Bennet - 애슐리 크로)
- 직업 - 가정주부
- 관계 - 남편 - 베넷, 딸 - 클레어

미스터 머글스와 함께 애견대회 참가라는 고상한 취미를 가진 베넷의 부인이다. 베넷의 정체가 알려지는 순간마다 헤이션의 기억지우기로 아직도 남편이 어떤 사람인지, 클레어에게 어떤 능력이 있는지를 모르고 있다.
테드 스프레이그 (Ted Sprague - 매슈 존 암스트롱)
- 직업 - Medical equipment salesman
- 관계 - 동료 - 맷/하나, 부인 - 캐런(사망)

사랑하는 아내의 방사능 오염에 의한 죽음. 핵 폭발을 일으킬 수 있는 테드의 능력이 알려지는 순간이며, 능력자의 가슴 아픈 현실을 보여주는 사건이기도 하다. 그런 테드는 FBI의 추적과 컴퍼니의 추적을 피해서 사막으로 숨어들게 되고 그곳에서 전파소녀 하나의 방문을 받게 된다. 맷, 베넷 일행과 함께 컴퍼니의 능력자 추적 시스템인 “워커 시스템”을 파괴하는 일에 참여하게 된 그는…
톰슨 (Mr. Thompson - 에릭 로버츠)
- 직업 - 컴퍼니의 중간관리자
- 관계 - 파트너 - 베넷, 클로드

베넷이 처음으로 컴퍼니에 소속되어 파트너를 만나던 순간에 톰슨은 컴퍼니의 중간관리자였으며, 이후에도 위치의 변화는 없었다. 컴퍼니의 이익을 위하여 냉정하리만큼 차가운 모습을 보이는 톰슨은 이후 베넷과의 일전을 벌인다.
잭 (Zach - 토머스 데커)
- 직업 - 고등학생
- 관계 - 친구 - 클레어

텍사스 오데사의 “Union Wells 고등학교”의 학생이며, 클레어의 단짝 친구이다. 클레어가 자신의 능력을 기록하는 순간 캠코더를 들고 있던 바로 그 친구이다.

#### 기억나는 등장인물
찰리 앤드루스 (Charlie Andrews - 제이마 메이스)
무한 기억력의 찰리는 사일러로부터 죽음을 당하게 된다. 그런 그녀를 구하기 위하여 6개월전으로 시간여행을 떠난 히로와의 러브러브 로맨스를 기대하라.
찰스 드보 (Charles Deveaux - 리처드 라운드트리)
시몬의 아버지이며, 피터가 간호하던 바로 그 사람. 예지몽으로 추정되는 능력을 통하여 피터에게 능력이 존재함을 일깨워준 존재이다.
메레디스 고든 (Meredith Gordon - 제슬린 길식)
클레어의 생물학적 엄마인 고든. 그녀의 능력은 손에서 불을 켜는 능력이다. 그래픽 노블 #22 “Hell's Angel”에서 클레어를 구하는 베넷의 행동 뒤에는 바로 고든의 발화가 있었다.
하이디 페트렐리 (Heidi Petrelli - Rena Sofer)
네이슨의 아내. 6개월 전 의문의 교통사고로 하반신 마비가 되었지만 특유의 명랑함으로 정치인의 아내로 살아가고 있다. 린더만의 손길로 하반신 마비가 치유되는 기적을 맞이한다.
머글스 (Mr. Muggles)
한마디로 “개”
Sanjog Iyer (Sanjog Iyer - Javin Reid)
인도의 능력자로서 축구를 아주 좋아하는 소년이다. 그의 능력은 예지몽과는 다른 상대방의 꿈을 조작하는 것으로 보인다. 모힌더가 자신의 앞날과 과거로부터 자유롭지 못하고 번민하고 있을 때, 모힌더에게 찬드라 박사가 뉴욕으로 떠나던 날의 모습을 보여주고, 샨티라고 하는 그의 누이를 알려준다.
제키 윌콕스 (Jackie Wilcox - Danielle Savre)
텍 사스 오데사의 “Union Wells Highschool”의 학생이며, 치어리더 그룹의 리더격이다. 오데사의 기차사고 현장에 있었던 치어리더의 존재를 찾는 경찰 앞에 당당하게 자기가 했노라고 거짓말을 하는 대담함을 보인다. 그래서일까? 사일러가 그녀를 치어리더로 오해하고 살해한다.
버스운전사(Stan Lee)
1X16 “Unexpected”에서 안도와 작별한 히로가 타려는 버스의 운전사로 등장한 스탠 리.
브라이언 데이비스(Brian Davis - 데이비드 버먼)
6개월전 사일러가 처음으로 취득한 능력인 염력의 소유자였다.
택배맨 (Courier Fanboy - David S. Jung)
1X19 “.07%“에 등장하여 아이삭의 스케치북을 전달받는 인물로서, 박찬욱 감독 등장이라고 좋아했다.
나카무라 기미코 (Kimiko Nakamura - 나카무라 사에미)
야마가토 산업의 실질적인 운영자로 올라서는 여장부. 그래픽 노블 #47, #48인 “Heroism is Found in the Heart, Part 1, 2”는 그녀와 안도의 알콩달콩한 이야기를 다루고 있다.
데일 스미더 (Dale Smither - 러스티 슈위머)
수퍼 청력을 지닌 인물로서 사일러의 심장소리가 유난히 두근거리고 있음을 인지하지만, 무자비한 사일러는…
진 (Zane Taylor - 이선 콘)
고체를 용해시켜버리는 능력을 지녔지만, 모힌더를 흉내 낸 사일러의 습격을 받는다. 그래픽 노블 #20 “Road Kill”에서 컴퍼니를 탈출한 사일러가 그를 찾아온다.

### 시즌 2
시즌 2에서는 시몬 드보와 아이작 멘데스가 시즌 1에서 사망함으로써 등장하지 않는다. 또한 D.L.은 특별출연으로 시즌 2에 2회 출연한다. 그리고 새로운 이야기의 진행으로 인해 다양한 새 인물이 등장한다. 사일러와 안도 마사하시가 시즌 2에 재등장한다.

#### 새로운 등장인물
마야 에레라(Maya Herrera) - 다니아 라미레즈
손대지 않고 사람을 죽일 수 있는 독바이러스를 가진 능력자이다. 찬드라 수레쉬의 책을 발견한 뒤로, 쌍둥이 남매인 알레한드로와 함께 이 능력을 없애기 위해 도주하여 미국으로 오게 된다.
아담 먼로(Adam Monroe) - 데이비드 앤더스
400살이 넘은 영국인이자 일본의 전설적인 영웅 다케조 켄세이로 재생능력을 가지고 있다. 17세기의 일본으로 넘어간 히로와 함께 다양한 사건을 겪는다.
모니카 도슨(Monica Dawson) - 데이나 데이비스
레스토랑 점원으로 신체모방능력을 가지고 있다. 니키와 D.L.의 아들인 마이카와 사촌지간으로 뉴올리언즈에 살고 있다.
엘 비숍(Elle Bishop) - 크리스틴 벨
컴퍼니의 일원인 밥 비숍의 딸로 반사회적 성격의 전기능력을 가진 능력자이다.

### 시즌 3
시즌 3에서는 안젤라 페트렐리가 주요 인물로 올라섰다. 그리고 엘 비숍, 아담 먼로, 마이카 샌더스는 조연이 되었다. 또한 모니카 도슨은 시즌 3에서 등장하지 않는다. 앨리 라터의 배역이던 니키 샌더스는 더 이상 등장하지 않지만, 트레이시 스트라우스라는 배역으로 재등장한다.

## 한국판 성우진(SBS)
- 손원일 - 피터 페트렐리(마일로 벤티밀리아)
- 김수중 - 사일러(재커리 퀸토/모리스 라마체)
- 김아영 - 클레어 베넷(헤이든 패네티어)
- 민응식 - 노아 베넷(잭 콜먼)
- 임채헌 - 히로 나카무라(마시 오카) / 호킨스(레오나드 로버츠)
- 최원형 - 모힌더 수레쉬(샌딜 라마누시)
- 엄상현 - 안도 마사하시(제임스 카이슨 리) / 클로드(크리스토퍼 에클리스턴) / 라일 베넷(랜들 벤틀리)
- 안지환 - 네이슨 페트렐리(아드리안 패스더)
- 소연 - 시몬 드보(타우니 사이프레스) / 몰리 워커(에이데어 티쉴러)
- 강연숙 - 버지니아 그레이(엘렌 그린)
- 신성호 - 톰슨(에릭 로버츠)
- 황윤걸 - 맷 파크맨(그렉 그룬버그) / 니라드(쉬시 커럽)
- 정미숙 - 제시카 샌더스 / 니키 샌더스(알리 라터)
- 최옥희 - 안젤라 페트렐리(크리스틴 로즈)
- 이선호 - 마이카 샌더스(노아 그레이 캐비)
- 정소영 - 캔디스 윌머(미시 피르그램)
- 우정신 - 이든 맥케인(노라 제헤트너) / 오드리 핸슨(클리어 듀발)
- 김기철(처음)/최한(나중) - 테드 스프래그(매튜 존 암스트롱)
- 박소라 - 하이디 페트렐리(레나 소퍼)
- 이용순 - 산드라 베넷(애슐리 크로우) / 티나(디어드리 퀸)
- 윤복성 - 아이작 멘데스(산티아고 카브레라)
- 방성준 - 잭(토마스 데커)
- 조동희 - 아론 말스키(케빈 챔벌린)
- 송연희 - 호프(미시 파일)
- 장승길 - 컨스